# Árneshreppur
Árneshreppur é um município na Islândia. Em 2021 tinha uma população estimada em 42 habitantes.